# Le Quiou
Le Quiou är en kommun i departementet Côtes-d'Armor i regionen Bretagne i nordvästra Frankrike. Kommunen ligger i kantonen Évran som tillhör arrondissementet Dinan. År 2022 hade Le Quiou 355 invånare.

## Befolkningsutveckling
Antalet invånare i kommunen Le Quiou
Referens:INSEE